# Bassus triangulus
Bassus triangulus är en stekelart som beskrevs av Chou och Michael J. Sharkey 1989. Bassus triangulus ingår i släktet Bassus och familjen bracksteklar. Inga underarter finns listade.